# Brotherella longipes
Brotherella longipes är en bladmossart som beskrevs av Brotherus 1928. Brotherella longipes ingår i släktet Brotherella och familjen Sematophyllaceae. Inga underarter finns listade i Catalogue of Life.